# Teofil Kwiatkowski
Teofil Jaksa Antoni Kwiatkowski (Pułtusk, 21 de fevereiro de 1809 — Avallon, 14 de agosto de 1891) foi um pintor polonês.
Kwiatkowski participou da Levante de Novembro de 1830.  Depois que a revolta foi sufocada, ele imigrou para a França.

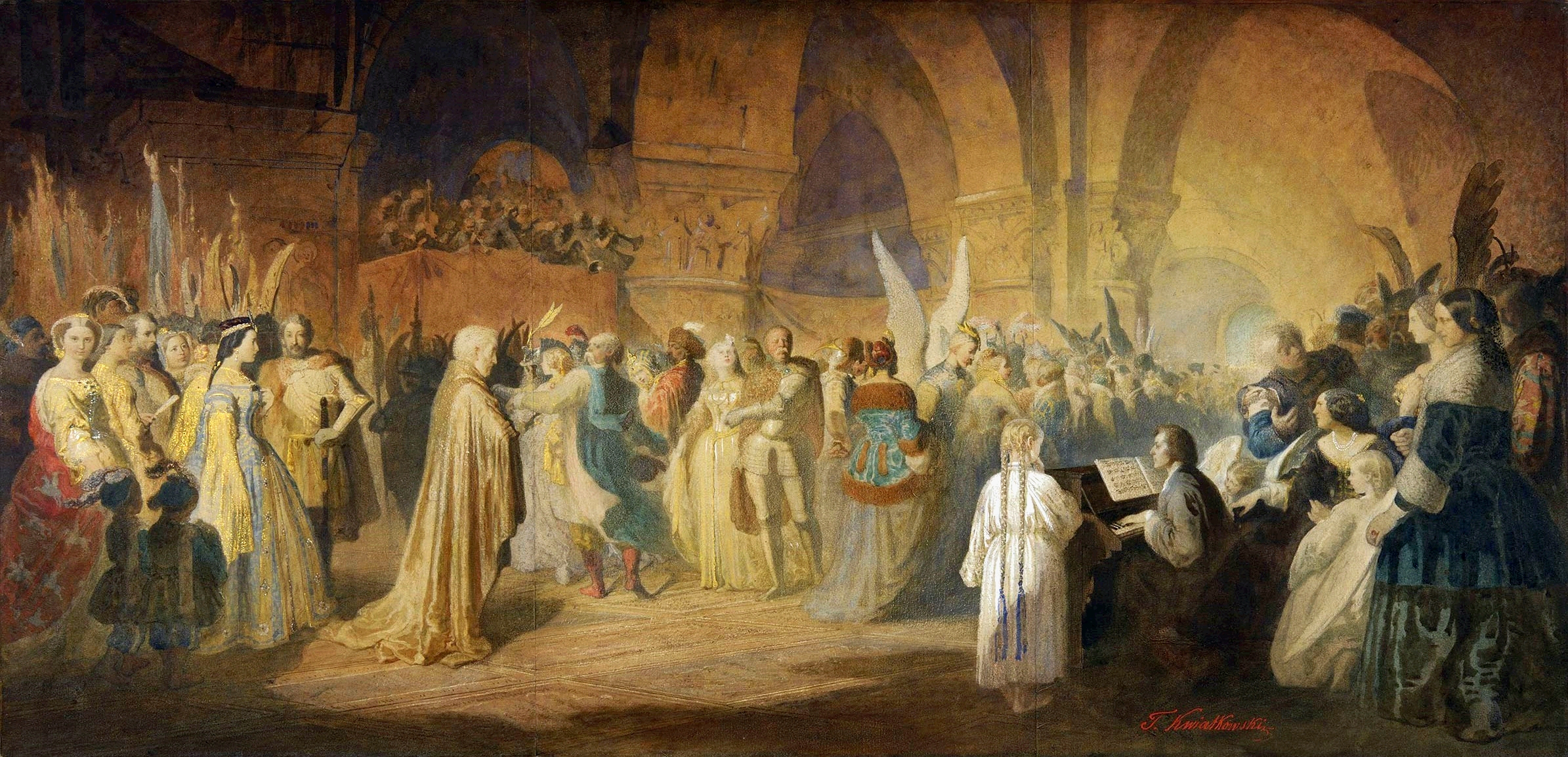
Frédéric Chopin tocando no Hôtel Lambert, em Paris. A abóbada (ao fundo) é um cenário temporário. Aquarela e guache por Teofil Kwiatkowski.

Seu trabalho artístico inclui uma pintura de Frédéric Chopin tocando em um baile no Hôtel Lambert em Paris. 